# 太一元君
太一元君（又写作太乙元君），亦称作先天太后太一元君、聖母先天大聖后太乙元君、授道太上太乙元君、玄冥紫光太乙元君、護明元妃素華金天英斗魁玄靈神太一元君，是道教的女仙。为群仙之尊、萬道之主，也是太上老君（老子）或黄帝之师，并与水、炼丹术和长生之道相关。另一说，太一元君就是玄妙玉女（聖母元君、無上元君）在升天之後的封號。

## 太一
- 《呂氏春秋》曰：「萬物所出，造於太一，化於陰陽。」[9]
- 《三命通會》引《靈樞經》曰：「太一者，水之尊号。先天地之母，後萬物之源。」[10]
- 《太一生水》（戰國時代的道家典籍）曰：「四時者，陰陽之所生也。陰陽者，神明之所生也。神明者，天地之所生也。天地者，太一之所生也。」[11]
- 《丹經極論》曰：「夫神仙抱一之道者，上天所祕也，世人不可得之，乃太一含真之元。太一者，太極、太淵之源，是虛無鍊神之道。」[12]
- 《玉清无極總眞文昌大洞仙經》曰：「太一者，先天水之精炁也，天地未形，天一生水，此神主之，神为长生之主。太一乃水精元之炁所化，天地之先，一数生水以成象，人生之前，一炁之精感化而成形，非水无以立天地，非精炁无以立人身。《老子》曰：天得一以清，地得一以宁，神得一以灵，万物得一以生。所以太一为万神之宗主，故能执符以召制六天大魔。」[13]

## 典籍記載
《抱朴子》〈內篇·卷四 金丹〉記載：
抱朴子曰：複有太清神丹，其法出於元君。元君者，老子之師也。太清觀天經有九篇，雲其上三篇不可教授，其中三篇世無足傳，常沈之三泉之下，下三篇者，正是丹經上中下，凡三卷也。元君者，大神仙之人也，能調和陰陽，役使鬼神風雨，驂駕九龍十二白虎，天下眾仙皆隸焉，猶自言亦本學道服丹之所致也，非自然也。況凡人乎？
《抱朴子》〈內篇·卷十三 極言〉記載：
然按神仙經，皆云黃帝及老子奉事太乙元君以受要訣，況乎不逮彼二君者，安有自得仙度世者乎？未之聞也。
《歷世真仙體道通鑑》記載：
黄帝合符瑞於釜山，得不死之道。奉事太一元君，受要記修道養生之法，於玄女、素女受還精補腦之術。
《歷世真仙體道通鑑後集》記載：
老君乃遠遊山澤，求煉神丹。行經勞山，果遇太一元君，乘五色斑麟，侍官數十人。
老君從之問道，元君曰：道之要，在乎還丹金液耳。遂具授祕訣。他年之歷山，復會太一元君。因謝神丹之方。
元君曰：吾是群仙之尊，萬道之主，玄靈祕術，本玄分也，奚辱謝焉。
老君曰：凡民無知，死者甚衆，撫心泣血，見之傷悲。欲給以神藥，令皆得長生，可乎？
元君曰：不可。生道至重，必授大賢及孝順篤實之士。天生萬物，有善有惡，善者宜生，惡者宜除。不足給藥令皆生也。君已知之，不可輕泄。
老君以神仙之道必假修煉，欲垂法以勸來世，故存真抱一，煉丹服氣，然後乘空凌虛，出有入無，隨意所適，人莫能測。一日乘白鹿復履庭檜而昇天。
《太平御覽》記載：
術之秘者，惟藥與氣也。上士服之，升爲仙官；中士服之，栖集昆侖；下士服之，長生人間。于是太一元君述還丹金液之要，行於世。
王于掖庭立華屋紫閣，使祖居之。問延年益壽之道，答曰：「欲登天上補仙官者，當服元君太一金丹。此道至大，其次當愛精養神，服食草藥，可以長生；其次陰陽運氣，導養屈伸，使百節氣行，關機無滯，此可以無使病所侵。」
《太平御覽》引《春秋合誠圖》曰：
黃帝請問太一長生之道，太一曰：「齋戒六丁，道乃可成。」
《欽定古今圖書集成》曆象彙編 歲功典 第七十九卷引《太平廣記》記載：
孫夫人，三天法師張道陵之妻，煉金液還丹，依太乙元君所授黃帝之法，積年丹成，變形飛化，無所不能。漢桓帝永壽二年丙申九月九日與天師於閬中雲臺，白日昇天，位至上真東岳夫人。
《洞神八帝妙精經》記載：
太一者，胞胎之精，變化之主，魂魄生於胎神，命炁生於胞府，變合帝君，混化為人。故太一之神，生之母也。帝君之尊，生之父也。父母本合，號曰元炁，應化分形，號曰父母。母稱太一，名務猶收，字歸會昌，又名解明，一名寄煩。知此名字，慎勿告人，存之在身，長生不死。帝君名逢凌梵，字履昌靈神。夫人知者，形不入地，玉童玉女，侍入九天。天神是此帝君之子。帝君治太極宮紫房，與太一混合，亦號太一元君，非男非女，光明妙絕，或為老君，或為嬰兒，應感無窮，變化無極也。
《太上混元老子史略》記載：
自非玄中之錄及不死之名者，終不得聞九丹金液之道也。其法依前合丹金成而液之，其道畢矣。此吾祕寶也，凡千二百訣。吾與往劫塵沙天地之先，受之於元始天尊，奏而行之，得居無上元君之位。吾昔已傳至真大聖天帝上帝太微太一元君，今又授爾，爾其勉之。
《玉清無極總真文昌大洞仙經》記載：
结中元真精魂，名元君，即太一元君。也在头常遏死，户开生门，令人长生。谷童即黄宁童也，居胃脘主，消谷散气，克化饮食。所以太一元君保此，以为一身，根本俗谚，人无根本，饮食为先，既有饮食，无神主之，不得消化。元君谓之雌一，盖女人为之女仙，得道皆号元君最为极贵之称。
太一元君的相關詩詞《太清樂》（宋·赵佶）：

太一元君掌列仙，彤輝絳彩射芝田。

功圓會遇刊冥籍，可待洪崖笑拍肩。

金闕明光後聖君，流精煥彩結丹雲。

不因太上相傳授，安得人間有玉文。

五節清香半夜焚，天人玉女盡遙聞。

味同氣合遙相應，絳節霓旌下五雲。

《三洞神符記》：

太一元君掌列仙，彤輝絳瑞舞胎仙。

飛軿玉彩射芝田，九龍驟首吐火珠。

玄龜炎迸吐金蓮，國安民富欣太平。

土作碧玉與斗連，日月星宿旋玉衡。

神風靜默山吞煙，飛天下觀琳琅響。

冥慧天眞合自然，遊行三界入金門。